# 小髙茉緒
小髙 茉緒（おだか まお、1999年1月6日 - ）は、日本テレビのアナウンサー。

## 人物・エピソード
- 生年月日 : 1999年1月6日[2]
- 身長 : 162 cm[1]
- 血液型 : A型[1]
- 特技・資格 : バドミントン（11年）[4]、自動二輪の免許[1]。
- 趣味 : ラジオ[1]。
- 信条・モットー : 「周りの人から愛され、必要とされる人間になる」[1]
- 自己の特徴 : 低音の声[1]。日本を出たことがない。
- 自己PR : 『「攻撃は最大の防御」の精神で、バドミントンに打ち込んできました！この言葉は、失敗したくないという思いから守りに入ることが多かったわたしに、恩師がかけてくれたものです。なにをするにも、まずは自分から攻める姿勢を大切に、選り好みせずどんなことにもチャレンジします！』[1]
- 出身地 : 埼玉県飯能市[1]
- 出身高校 : 埼玉県立所沢北高等学校[1]
- 出身大学 : 日本大学法学部法律学科[1]

- 中尾真亜理（日本海テレビアナウンサー）は日テレイベコン・日テレ学院の先輩にあたり、現役バドミントン選手（中学生から現在までの20年。日本バドミントン協会の登録会員）でもある。この関係から、『GOOD FOR THE PLANET』（グップラ）ではともにバドミントンのラケットが紹介されている[5][6][7][8]。

## 出演番組
太字番組名は、出演中
- 日テレNEWS24（2021年8月17日 - ）- 平日不定期
- がむしゃら屋（2021年9月11日 - 24日）- 進行
- オードリーのNFL倶楽部（2021年9月16日 - 2022年2月25日）
- サッカーアース（2021年10月 - 2022年3月）
- バゲット
  - 不定期レギュラー（2021年10月4日 - 2022年3月31日）
  - 尾崎里紗の代理（2021年10月7日）
  - 隔週木曜レギュラー（2022年4月14日 - 2023年3月30日）
- ズームイン!!サタデー
  - 月末ニュースコーナー担当（2021年10月30日 - 2022年3月26日）
  - 毎週ニュースコーナー担当（2022年4月2日 - 2023年3月25日）
  - 鷲見玲奈の代理MC（2022年8月13日、2023年3月18日）[9]
  - 佐藤真知子の代理（2023年12月2日、2024年2月24日）
  - 女性総合司会（2024年3月2日 - 30日）
- 午前0時の森 - 天気予報
  - 月曜担当（2022年3月21日 - 2024年3月25日）
  - 火曜担当（2022年4月12日 - 9月27日）
- Oha!4 NEWS LIVE - メインキャスター
  - 火曜担当（2022年4月5日 - 9月27日）
  - 水曜担当（2022年10月5日 - 2023年5月31日）
- スッキリ（2022年8月11日）- 岩田絵里奈の代理
- ヒルナンデス!（2022年11月8日）- 滝菜月の代理
- カズレーザーと学ぶ。（2022年11月8日・12月13日、2023年1月17日・2月21日）- 進行
- Going!Sports&News
  - 忽滑谷こころの代理（2023年1月29日）
  - 畑下由佳（ニュースコーナー）の代理（2023年10月22日）
- news zero - スポーツキャスター
  - 火・木曜担当（2023年4月4日 - 2024年3月28日）
  - 安村直樹の代理（2024年3月27日）
  - 火 - 金曜担当（2024年4月2日 - ）
- NNNニュース&スポーツ（2024年1月1日・3日）- キャスター
- NNNストレイトニュース（2024年2月24日）- 佐藤真知子の代理